# Poisk (komputer)
Poisk (ros. Поиск) - komputer zgodny z IBM PC (wzorowany na IBM 5150), od innych kopii tego komputera wyróżnia go posiadanie portu kasetowego. Mimo że na IBM 5150 powstało niewiele programów wykorzystujących magnetofon kasetowy, obsługiwany przez jego płytę główną poprzez wbudowany magnetofon, na komputer Poisk powstało ich całkiem sporo. Był on najbardziej popularnym komputerem zgodnym z IBM w ZSRR.

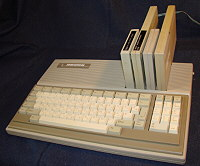

## Historia produkcji
Opracowywanie komputera zapoczątkowano w 1987, w ZSRR. Został on ukończony i wyprodukowany w 1989. Masowa produkcja rozpoczęła się w 1991, niedługo przed upadkiem ZSRR. We wczesnych latach 90. komputer produkowano w liczbie wielu dziesiątek tysięcy rocznie.

## Parametry techniczne
- Procesor K1810VM88.

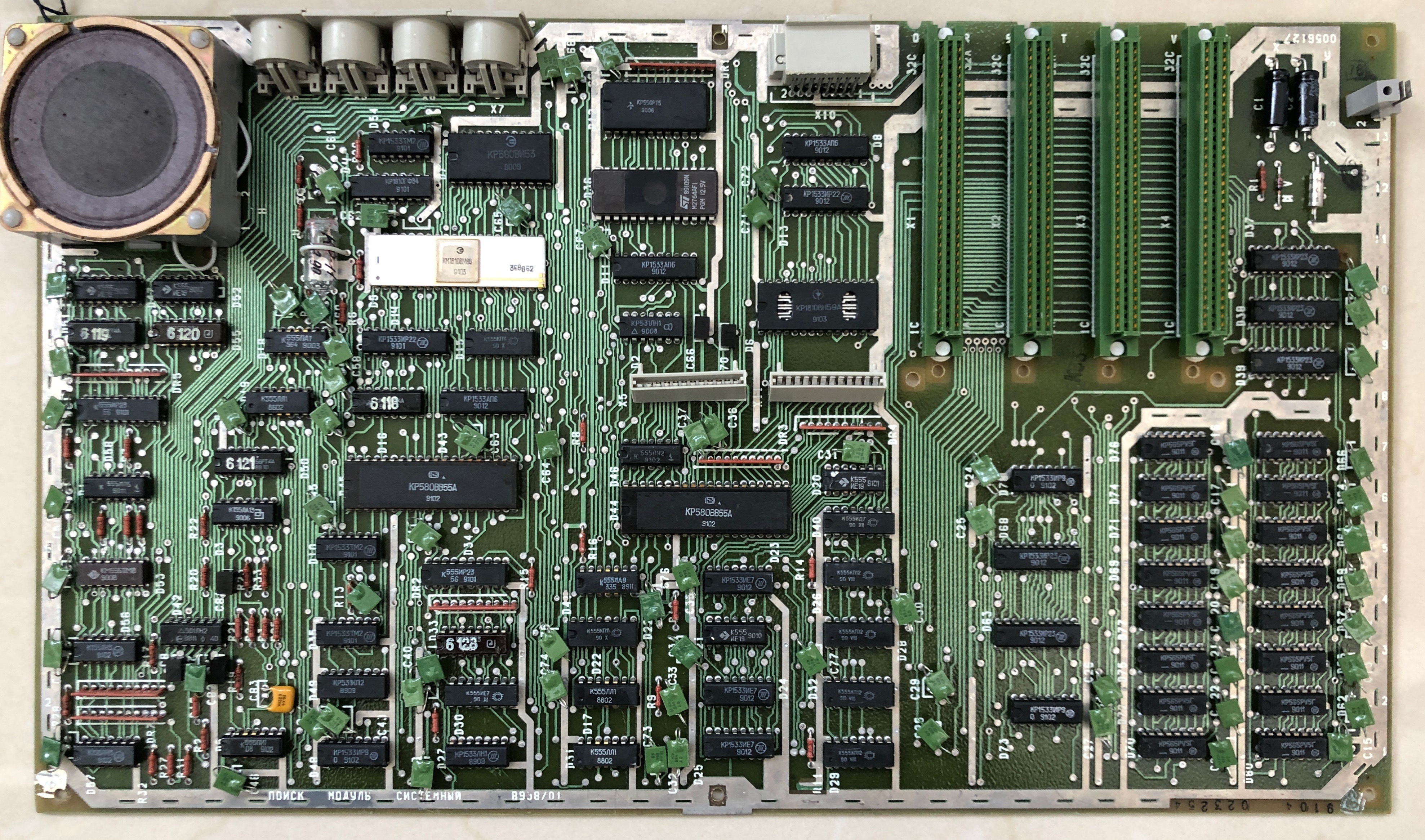

- Brak portu równoległego czy szeregowego. Możliwości komputera rozbudowywano za pomocą dodatkowo płatnych modułów.
- Brak pełnej zgodności z IBM PC. Wolniejszy od IBM XT.